# Materializm historyczny
Materializm historyczny — marksistowska teoria filozoficzno-historyczna, będąca zastosowaniem materializmu dialektycznego na obszarze historii i nauk społecznych. Termin „materialistyczne pojmowanie dziejów” po raz pierwszy użyty został przez Karola Marksa i Fryderyka Engelsa w ich wspólnej pracy Ideologia niemiecka. W Związku Radzieckim ustalił się skrótowiec „istmat” (ros. истмат).

## Byt i świadomość
Główną cechą charakterystyczną materializmu historycznego jest materialistyczne rozwiązanie pytania o stosunek świadomości społecznej do bytu społecznego. Przesłanką wyjściową twórców marksizmu jest teza, że nie świadomość społeczna określa życie, lecz życie, byt społeczny określa świadomość społeczną. Zdaniem marksistów wcześniejsi materialiści nie potrafili zastosować materialistycznej zasady odbicia do analizy całej treści świadomości, do badania jej różnorodnych form. Nie udało im się dać prawidłowej odpowiedzi na pytanie: co odzwierciedla religia lub jakieś inne błędne wyobrażenie człowieka? Materializm historyczny twierdzi, że wypaczone odbicie rzeczywistości nie jest czymś czysto subiektywnym; odbicie to ma i obiektywną treść, i obiektywną podstawę. Tego rodzaju odbicie jest nie zwykłym błędem, lecz konieczną, nieuniknioną formą świadomości społecznej, powstałą w historycznie określonych materialnych warunkach życia.

Zupełnie tak samo, jak u człowieka poznanie odzwierciedla niezależnie od niego istniejącą przyrodę, tj. rozwijającą się materię, tak też poznanie społeczne człowieka (tj. różne poglądy i nauki filozoficzne, religijne, polityczne itp.) odzwierciedla ustrój ekonomiczny społeczeństwa. Instytucje polityczne są nadbudową nad podłożem ekonomicznym.

## Rozwój społeczny
Byt społeczny określa świadomość społeczną — kluczowy punkt wyjściowy materializmu historycznego. Jednak po to, by zrozumieć prawa rozwoju społeczeństwa, nie wystarczy znajomości tego ogólnego założenia, lecz należy zorientować się pod względem teoretycznym w mechanizmie wzajemnego oddziaływania bytu społecznego i świadomości społecznej. Temu celowi służą pojęcia bazy i nadbudowy.
Baza to ustrój ekonomiczny społeczeństwa stanowiący określony system stosunków produkcji. Na przykład baza społeczeństwa burżuazyjnego to system kapitalistycznych stosunków produkcji. Bazą socjalizmu jest system socjalistycznych stosunków produkcji.
Nazwa nadbudowy obejmuje idee społeczne (polityczne, prawne, filozoficzne, moralne, estetyczne, religijne i in.), a także polityczne, prawne, kulturalne i inne instytucje społeczne.
Baza i nadbudowa są ze sobą nierozerwalnie związane. Stosunki ludzi w procesie produkcji są stosunkami podstawowymi i pierwotnymi, określającymi wszystkie inne stosunki społeczne, a mianowicie: stosunki polityczne i ideologiczne. Nadbudowa z kolei, z chwilą swego powstania, wywiera odwrotny aktywny wpływ na bazę, przyśpieszając lub opóźniając jej rozwój.
Historia jest prawidłowym procesem uwarunkowanym w ostatniej instancji rozwojem sposobów produkcji. W przedmowie do swej pracy  Przyczynek do krytyki ekonomii politycznej Marks zawarł klasyczne sformułowanie podstawowych tez i zasad materializmu historycznego:

W społecznym wytwarzaniu swego życia ludzie wchodzą w określone, konieczne, niezależne od ich woli stosunki - w stosunki produkcji, które odpowiadają określonemu szczeblowi rozwoju ich materialnych sił wytwórczych. Całokształt tych stosunków produkcji tworzy ekonomiczną strukturę społeczeństwa, realną podstawę, na której wznosi się nadbudowa prawna i polityczna i której odpowiadają określone formy świadomości społecznej. Sposób produkcji życia materialnego uwarunkowuje społeczny, polityczny i duchowy proces życia w ogólności. Nie świadomość ludzi określa ich byt, lecz, przeciwnie, byt społeczny ludzi określa ich świadomość. Na określonym szczeblu swego rozwoju materialne siły wytwórcze społeczeństwa popadają w sprzeczność z istniejącymi stosunkami produkcji, albo - co jest tylko prawnym tego wyrazem - ze stosunkami własności, w których łonie one się dotąd rozwijały. Z form rozwoju sił wytwórczych stosunki te zamieniają się w ich kajdany. Wówczas następuje epoka rewolucji socjalnej. Wraz ze zmianą podłoża ekonomicznego odbywa się mniej lub bardziej szybko przewrót w całej olbrzymiej nadbudowie. Przy rozpatrywaniu takich przewrotów, trzeba zawsze odróżniać przewrót materialny w warunkach ekonomicznych produkcji, dający się stwierdzić ze ścisłością nauk przyrodniczych, - od form prawnych, politycznych, religijnych, artystycznych lub filozoficznych, krócej: od form ideologicznych, w jakich ludzie uświadamiają sobie ten konflikt i zwalczają go. Podobnie jak nie można sądzić o poszczególnym człowieku na podstawie tego, co on sam o sobie myśli, tak też nie można sądzić o takiej epoce przewrotu na podstawie jej świadomości. Odwrotnie, świadomość tę należy wytłumaczyć jako wynikającą ze sprzeczności życia materialnego, z istniejącego konfliktu pomiędzy społecznymi siłami wytwórczymi a stosunkami produkcji. Żadna formacja społeczna nie ginie, zanim się nie rozwiną wszystkie te siły wytwórcze, którym daje ona dostateczne pole rozwoju, i nowe, wyższe stosunki produkcji nie zjawiają się nigdy, zanim w łonie starego społeczeństwa nie dojrzeją materialne warunki ich istnienia. Dlatego też ludzkość stawia sobie zawsze tylko takie zadania, które jest w stanie rozwiązać, albowiem przy bliższym ich rozpatrzeniu okazuje się zawsze, że samo zadanie wyłania się dopiero wówczas, kiedy warunki materialne do jego rozwiązania już istnieją lub co najmniej znajdują się w procesie stawania się.

Marks podzielił historię na okresy, w których dominowała określona forma własności środków produkcji. Były to kolejno wspólnota pierwotna, okres niewolnictwa, feudalizm i kapitalizm.

## Walka klas
Według Marksa, cała "gra" tworząca politykę, historię i ekonomię toczy się wokół własności środków produkcji. Właściciel środków produkcji decyduje bowiem o organizacji pracy oraz o dystrybucji produktów. Powoduje to, że ludzie dzielą się na właścicieli środków produkcji i ludzi, którzy dostają część wytworzonych przez siebie produktów w zamian za dostęp do środków. Te dwie grupy tworzą stale antagonistyczne klasy społeczne – klasę posiadaczy i klasę pracującą, które bezustannie toczą między sobą "cichą wojnę". Klasy to

wielkie grupy ludzi, różniące się między sobą miejscem zajmowanym w historycznie określonym systemie produkcji społecznej, stosunkiem (przeważnie usankcjonowanym i ustalonym przez prawo) do środków produkcji, rolą w społecznej organizacji pracy i — co za tym idzie — sposobem otrzymania i rozmiarami tej części bogactwa społecznego, którą rozporządzają. Klasy to takie grupy ludzi, z których jedna może przywłaszczać sobie pracę drugiej.

Miejsce danej klasy w systemie społecznej produkcji i podziału uwarunkowane jest przede wszystkim jej stosunkiem do środków produkcji, tj. jej stosunkami własności. Jest to główna cecha klasy, wyrażająca jej istotę społeczną. Różnica w warunkach życia klas określa też odmienność ich świadomości, potrzeb, interesów. Przeciwstawność żywotnych interesów podstawowych klas społeczeństwa stanowi podstawę walki klasowej, która jest napędową siłą rozwoju formacji klasowo antagonistycznych.
Klasy społeczeństwa dzielą się na podstawowe i niepodstawowe. Klasowa struktura społeczeństwa ulegała w ciągu dziejów zmianom. Podstawowymi klasami społeczeństwa niewolniczego byli niewolnicy i właściciele niewolników, feudalnego — feudałowie i chłopi, burżuazyjnego — kapitaliści i robotnicy. Te dwie podstawowe klasy społeczne są dwiema antagonistycznymi jakościami w życiu społecznym, które podlegają ogólnym prawom dialektyki materialistycznej – ciągle się ze sobą ścierają (walka klas), a zmiany społeczne generowane przez to ścieranie przechodzą z ilości w jakość, generując kolejne, coraz wyższe formy organizacji pracy i społeczeństwa, tworząc przy okazji to, co nazywamy historią. Ze względu na to, że prawa dialektyki są tak samo niewzruszalne jak prawa fizyki, o kierunku tych przemian nie decydują poszczególni ludzie, lecz właśnie te prawa, którym na dłuższą metę nikt nie jest w stanie się przeciwstawić.
W kapitalizmie właściciele środków produkcji starają się uzyskiwać maksymalne dochody ze swoich środków produkcji. Mogą tego dokonywać na dwa sposoby:
- poprzez koncentrację i unowocześnianie produkcji, powodując ogólny wzrost produktywności;
- poprzez ciągłe zmniejszanie zarobków robotników, powodując, że coraz większa część wytworów ich pracy zostaje w rękach kapitalistów, czyli innymi słowy, na stałym wzroście wyzysku robotników.

Zdaniem Marksa pierwszy sposób ma swoje ograniczenia, w rezultacie czego kapitaliści będą musieli zacząć koncentrować się głównie na drugim sposobie wzrostu swoich dochodów. Będzie to powodowało narastanie protestu robotników, który w końcu (zgodnie z prawem przechodzenia ilości w jakość) spowoduje wybuch rewolucji, znosząc klasę kapitalistów poprzez odebranie jej środków produkcji i oddanie ich pod ogólny nadzór wszystkich robotników.
Rewolucja ta, zdaniem Marksa, miała w końcu doprowadzić do powstania społeczeństwa bezklasowego, w którym środki produkcji byłyby ogólną własnością całego społeczeństwa, a zatem całe społeczeństwo stałoby się jednocześnie pracownikami i właścicielami wszystkich dóbr. Ustrój taki Marks nazwał komunizmem i twierdził, że będzie to ostateczna, doskonała forma istnienia ludzkiego społeczeństwa.

## Krytyka
Krytykę materializmu historycznego przedstawił Karl Popper.